# Чемпионат Европы по летнему биатлону 2008
Открытый чемпионат Европы по летнему биатлону 2008 прошёл в болгарском Банско с 13 по 17 августа 2008 года. Было разыграно 10 комплектов медалей (5 — взрослые и 5 — юниоры).

## Расписание
| Дата            | Время (UTC+3) | Гонка                              | Категория участников |
| --------------- | ------------- | ---------------------------------- | -------------------- |
| 15 августа 2008 | 11:00:00      | Спринт 4 км, мужчины               | взрослые             |
| 15 августа 2008 | 11:17:00      | Спринт 4 км, мужчины               | юниоры               |
| 15 августа 2008 | 14:00:00      | Спринт 3 км, женщины               | взрослые             |
| 15 августа 2008 | 14:10:00      | Спринт 3 км, женщины               | юниоры               |
| 16 августа 2008 | 11:00:00      | Масс-старт 6 км, мужчины           | взрослые             |
| 16 августа 2008 | 11:45:00      | Масс-старт 6 км, мужчины           | юниоры               |
| 16 августа 2008 | 14:00:00      | Масс-старт 5 км, женщины           | взрослые             |
| 16 августа 2008 | 14:45:00      | Масс-старт 5 км, женщины           | юниоры               |
| 17 августа 2008 | 11:00:00      | Смешанная эстафета 2×3 км + 2×4 км | взрослые             |
| 17 августа 2008 | 11:00:00      | Смешанная эстафета 2×3 км + 2×4 км | юниоры               |

## Призёры

### Взрослые
| Гонка:                                             | Золото:                                                                                  | Время                                                | Серебро:                                                                | Время                                                | Бронза:                                                                 | Время                                                |
| Спринт, 4 км мужчины 15 августа 2008               | Алексей Катренко · Россия                                                                | 13.39,89 (2+1)                                       | Александр Качановский · Россия                                          | +10,24 (2+1)                                         | Ярослав Соукуп · Чехия                                                  | +22,60 (2+1)                                         |
| Масс-старт, 6 км мужчины 16 августа 2008           | Александр Качановский · Россия                                                           | 22.44,47 (1+1+0+0)                                   | Вадим Улижов · Россия                                                   | +50,47 (0+1+2+3)                                     | Любош Шорный · Чехия                                                    | +2.00,30 (0+0+1+0)                                   |
| Спринт, 3 км женщины 15 августа 2008               | Екатерина Сидоренко · Россия                                                             | 12.35,43 (1+3)                                       | Надежда Старик · Россия                                                 | +11,55 (2+1)                                         | Павла Матьясова · Чехия                                                 | +16,74 (2+2)                                         |
| Масс-старт, 5 км женщины 16 августа 2008           | Екатерина Сидоренко · Россия                                                             | 23.20,19 (2+2+3+2)                                   | Надежда Старик · Россия                                                 | +31,50 (0+2+3+4)                                     | Наталья Соловьёва · Россия                                              | +40,18 (1+2+2+3)                                     |
| Смешанная эстафета 2×3 км + 2×4 км 17 августа 2008 | Россия · Надежда Старик · Екатерина Сидоренко · Алексей Катренко · Александр Качановский | 53.02,83 (0+1)(0+3) (0+1)(0+1) (0+0)(0+1) (0+0)(0+0) | Чехия · Барбора Томешова · Павла Матьясова · Петр Балцар · Любош Шорный | +4.50,34 (0+3)(1+3) (0+2)(3+3) (1+3)(0+2) (0+0)(0+0) | Румыния · Симона Крачун · Река Ференц · Александру Тишцэ · Клаудиу Сучу | +6.35,91 (0+0)(1+3) (0+3)(0+1) (3+3)(0+2) (2+3)(2+3) |

### Юниоры
| Гонка:                                             | Золото:                                                                             | Время                                                | Серебро:                                                                     | Время                                              | Бронза:                                                                     | Время                                                |
| Спринт, 4 км мужчины 15 августа 2008               | Красимир Анев · Болгария                                                            | 14.04,04 (0+0)                                       | Владимир Илиев · Болгария                                                    | +18,97 (1+1)                                       | Сергей Зотов · Россия                                                       | +25,39 (2+1)                                         |
| Масс-старт, 6 км мужчины 16 августа 2008           | Ремус Фаур · Румыния                                                                | 24.32,35 (1+0+1+2)                                   | Станислав Базеев · Россия                                                    | +5,75 (2+2+2+2)                                    | Максим Адиев · Россия                                                       | +10,24 (1+3+4+1)                                     |
| Спринт, 3 км женщины 15 августа 2008               | Александра Валишина · Россия                                                        | 12.45,52 (1+3)                                       | Ольга Пчёлкина · Россия                                                      | +9,12 (0+3)                                        | Екатерина Бузорина · Россия                                                 | +48,0 (2+2)                                          |
| Масс-старт, 5 км женщины 16 августа 2008           | Александра Валишина · Россия                                                        | 23.49,49 (1+2+2+2)                                   | Александра Хромовских · Россия                                               | +19,62 (0+2+4+3)                                   | Екатерина Бузорина · Россия                                                 | +50,57 (2+2+1+0)                                     |
| Смешанная эстафета 2×3 км + 2×4 км 17 августа 2008 | Россия · Александра Валишина · Екатерина Бузорина · Сергей Зотов · Станислав Базеев | 56.30,00 (0+1)(0+1) (0+3)(0+3) (1+3)(3+3) (0+2)(2+3) | Румыния · Луминица Пишкоран · Доралина Рунчану · Стефан Гаврила · Ремус Фаур | +49,19 (0+0)(3+3) (0+2)(0+0) (0+2)(0+2) (0+0)(0+2) | Чехия · Вероника Горжейши · Зузана Ликаржова · Томаш Курик · Лукаш Паларчик | +2.34,82 (0+0)(0+2) (0+3)(2+3) (0+3)(0+3) (0+1)(1+3) |

## Медальный зачёт

### Общий
| Место | Страна   | Gold medal icon.svg | Silver medal icon.svg | Bronze medal icon.svg | Всего |
| ----- | -------- | ------------------- | --------------------- | --------------------- | ----- |
| 1     | Россия   | 8                   | 7                     | 5                     | 20    |
| 2     | Румыния  | 1                   | 1                     | 1                     | 3     |
| 3     | Болгария | 1                   | 1                     | 0                     | 2     |
| 4     | Чехия    | 0                   | 1                     | 4                     | 5     |

### Взрослые
| Место | Страна  | Gold medal icon.svg | Silver medal icon.svg | Bronze medal icon.svg | Всего |
| ----- | ------- | ------------------- | --------------------- | --------------------- | ----- |
| 1     | Россия  | 5                   | 4                     | 1                     | 10    |
| 2     | Чехия   | 0                   | 1                     | 3                     | 4     |
| 3     | Румыния | 0                   | 0                     | 1                     | 1     |

### Юниоры
| Место | Страна   | Gold medal icon.svg | Silver medal icon.svg | Bronze medal icon.svg | Всего |
| ----- | -------- | ------------------- | --------------------- | --------------------- | ----- |
| 1     | Россия   | 3                   | 3                     | 4                     | 10    |
| 2     | Болгария | 1                   | 1                     | 0                     | 2     |
| 2     | Румыния  | 1                   | 1                     | 0                     | 2     |
| 4     | Чехия    | 0                   | 0                     | 1                     | 1     |